# Ocie Elliott
Ocie Elliott est un duo canadien de musique folk de Victoria, en Colombie-Britannique, dont les membres sont Jon Middleton et Sierra Lundy. Jon Middleton est également le chanteur et guitariste du groupe "Jon and Roy". Ils sont connus pour avoir été nommés aux Juno Awards de 2022 pour le groupe révolutionnaire de l'année.

## Histoire
Enfant, Lundy chantait dans la chorale de son école, bien que son attention soit davantage portée sur le sport. Son père, cependant, espérait la voir évoluer dans la musique. Elle poursuit ensuite ses études dans une école d’art à Victoria. Par ailleurs, le père de Middleton jouait souvent de la guitare acoustique lors de voyages en camping, ce qui a contribué à susciter son intérêt pour la musique.
Jon et Sierra se rencontrent en 2016 sur l'île de Salt Spring. A ce moment là, John se produit alors en solo dans un café où travaillait Sierra.  Ils commencent à se produire ensemble en duo en 2017 et ont sorti un EP éponyme cette même année.
Ils ont sorti leur premier album We Fall In en 2019,  et ont poursuivi en 2020 avec la publication des  EP In That Room,  et Tracks . 
Ils sortent leur quatrième EP, Slow Tide, en 2021. 

## Discographie[8]

### Albums
- We Fall In (8 février 2019)
- In That Room (20 mars 2020)

### EPs
- Ocie Elliott (22 septembre 2017)
- Tracks (17 juillet 2020)[9]
- Slow Tide (12 mars 2021)[10]
- A Place (27 août 2021)
- With the Lights Down (25 février 2022)
- What Remains (23 septembre 2022)
- Know The Night (24 novembre 2023)